# Masracetus
Masracetus es un género extinto de cetáceo arqueoceto, perteneciente a la familia de los basilosaúridos, que vivió durante el Eoceno Superior en Egipto, en la zona de El Fayum.